# Йора-Велика
Йора-Велика (пол. Jora Wielka, нім. Groß Jauer) — село в Польщі, у гміні Міколайки Мронґовського повіту Вармінсько-Мазурського воєводства.
Населення — 84 особи (2011).

## Демографія
Демографічна структура станом на 31 березня 2011 року:
|          | Загалом | Допрацездатний вік | Працездатний вік | Постпрацездатний вік |
| -------- | ------- | ------------------ | ---------------- | -------------------- |
| Чоловіки | 45      | 2                  | 36               | 7                    |
| Жінки    | 39      | 4                  | 28               | 7                    |
| Разом    | 84      | 6                  | 64               | 14                   |